# آرتیست دایرکت
آرتیست دایرکت (انگلیسی: Artistdirect) شرکت نشر موسیقی آمریکایی است، که در سال ۱۹۹۴ تأسیس شد.